# D mol
D mol — чорногорський вокальний гурт, який представляв Чорногорію на 64-му пісенному конкурсі «Євробачення» в Тель-Авіві. 

## Історія
«D mol» було засновано у приватній музичній школі чорногорського співака Даніела Алібабіча, який також є наставником гурту.
У лютому 2019 року гурт переміг у чорногорському національному відборі «Монтевізія» (чорн. Montevizija) на 64-му пісенний конкурс «Євробачення» з піснею «Heaven». Попередньо назва гурту писалася як «D-Moll», але в березні 2019 року назва була змінена на «D mol». 14 травня гурт виступив у першій частині першого півфіналу Євробачення 2019, що пройшло в Тель-Авіві, але не зміг дійти фіналу конкурсу.

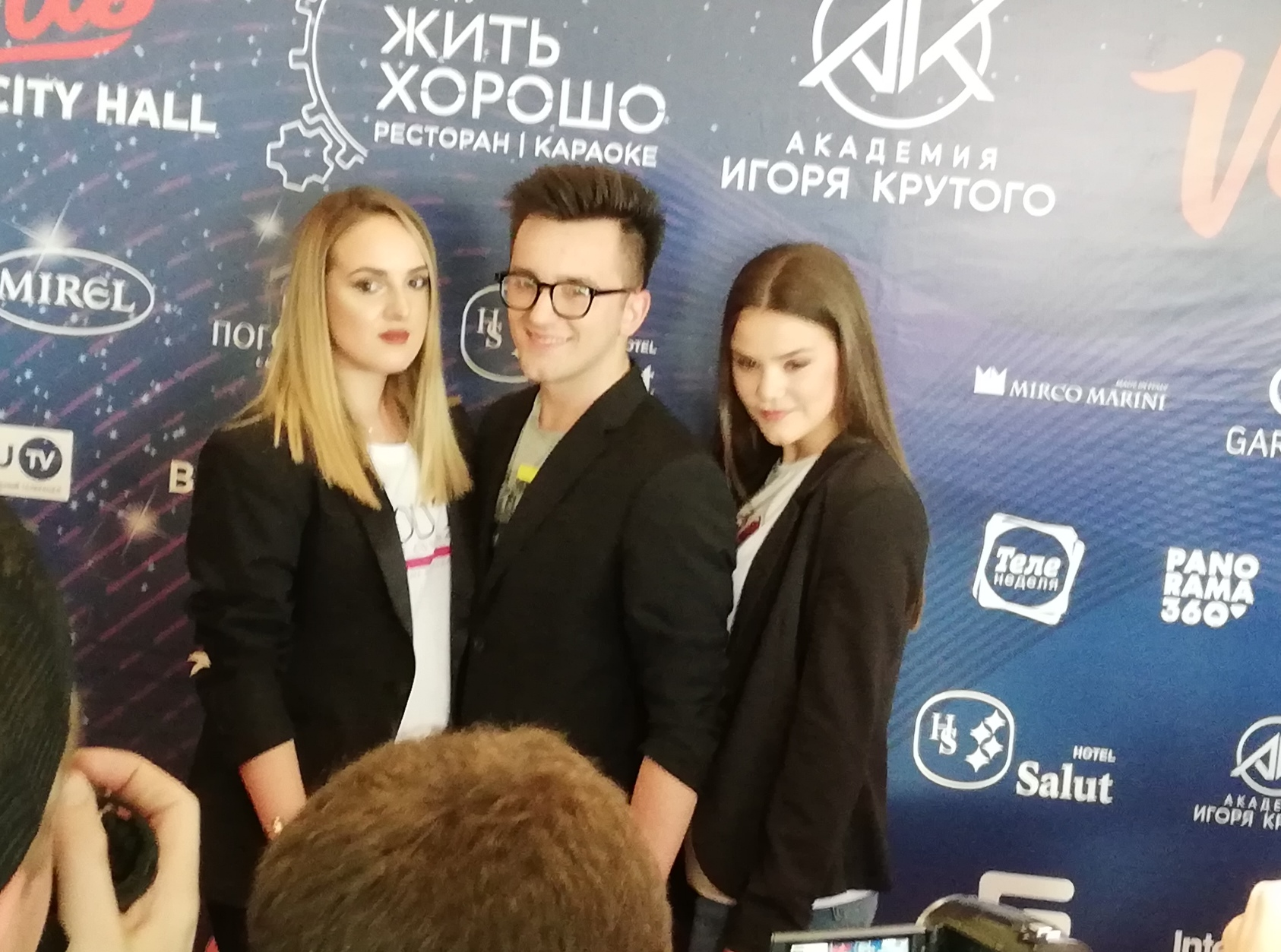
Гурт на перед-вечірці «Євробачення» у Москві, 2019

## Склад

### Учасники
- Тамара Вуячич (нар. 5 серпня 2002, Подгориця).
- Мірела Люміч (нар. 12 березня 2001, Подгориця).
- Івана Обрадович (нар. 21 лютого 2000, Бієло-Полє).
- Желко Вукчевич (нар. 8 січня 2000, Подгориця).
- Емель Франка (нар. 12 серпня 2000, Бієло-Полє).
- Різо Фератович (нар. 15 листопада 1997, Драгаш).